# Physaria pruinosa
Physaria pruinosa är en korsblommig växtart som först beskrevs av Edward Lee Greene, och fick sitt nu gällande namn av O'kane och Al-shehbaz. Physaria pruinosa ingår i släktet Physaria och familjen korsblommiga växter. Inga underarter finns listade i Catalogue of Life.